# Voltaire García
Voltaire García Delfino (Montevideo, 14 de octubre de 1951) es un exfutbolista y entrenador de fútbol uruguayo. Es entrenador del Club Atlético Juventud de Las Piedras de la Primera División Profesional de Uruguay. Jugaba como centrocampista.

## Trayectoria

### Jugador
Se inició en la quinta división de Sud América. Jugó en el partido preliminar de la final de la copa Intercontinental 1967 entre el Celtic de Glasgow y el Racing de Avellaneda, ganador de la copa. 
Su posición era centrocampista y comenzó en el Club Atlético Peñarol donde jugó desde 1973 hasta 1975. Posteriormente fue fichado por el Club Deportivo Málaga donde jugaría desde 1975 hasta 1978. En 1980 jugaría en Santiago Wanderers de Valparaíso Chile

### Entrenador
Su carrera empezaría dirigiendo a equipos menores de Uruguay hasta que dio el salto para entrenar en España donde entrenó al Cartagena en las temporadas 91-92 y 92-93, en la 93-94 al Málaga Club de Fútbol y en 2003 al Orihuela CF.
A su regreso a Uruguay entrenó en 2002 al Club Atlético Bella Vista y en 2005 al Liverpool Fútbol Club. El 13 de abril de 2009 firmó con el Club Atlético Juventud de Las Piedras.